# Curaco de Velez
Curaco de Velez är en kommun i Chile.   Den ligger i provinsen Provincia de Chiloé och regionen Región de Los Lagos, i den södra delen av landet, 1 000 km söder om huvudstaden Santiago de Chile. Curaco de Velez ligger på ön Isla Quinchao.
I omgivningarna runt Curaco de Velez växer i huvudsak blandskog. Runt Curaco de Velez är det ganska glesbefolkat, med 27 invånare per kvadratkilometer.